# ゴーカ!ごーかい!?ファントムシーフ!
『ゴーカ！ごーかい!?ファントムシーフ！』は、2018年2月14日に発売されたハロー、ハッピーワールド！の2ndシングルである。
初回生産特典はオリジナルキャラクターカード（全5種の内ランダムで1枚）とガルパオリジナルバンド2ndシングル3枚連動購入キャンペーン応募券が封入。

## 楽曲内容
表題曲の「ゴーカ！ごーかい！？ファントムシーフ！」の歌詞は、探偵と謎の怪盗の追跡劇を描いている。
音楽面の特徴としてはビッグバンド風のサウンドが用いられていることが挙げられる。
カップリングの「YAPPY! SCHOOL CARNIVAL☆彡」はユーザー投票で行われた「第1回ガールズバンド総選挙」にてハロー、ハッピーワールド！が「学園祭に1番来てほしい」バンドに選ばれたことで作成された記念楽曲であり、歌詞の内容はバンドが学園祭を行っている学校をジャックするというものである。
また、3曲目の「せかいのっびのびトレジャー！」は、『BanG Dream! 2nd Season』にて挿入歌の一つとして採用されている。

## 収録曲
| 出典：全作詞: 織田あすか*、全作曲・編曲: 藤間仁*（注釈以外）。 |                                                          |             |                     |
| #                                                              | タイトル                                                 | 作詞        | 作曲・編曲          |
| 1.                                                             | 「ゴーカ！ごーかい!?ファントムシーフ！」                 | 織田あすか* | 藤間仁*（注釈以外） |
| 2.                                                             | 「YAPPY! SCHOOL CARNIVAL☆彡」                            | 織田あすか* | 藤間仁*（注釈以外） |
| 3.                                                             | 「せかいのっびのびトレジャー！」(末益涼太*)              | 織田あすか* | 藤間仁*（注釈以外） |
| 4.                                                             | 「ゴーカ！ごーかい!?ファントムシーフ！（instrumental）」 | 織田あすか* | 藤間仁*（注釈以外） |
| 5.                                                             | 「YAPPY! SCHOOL CARNIVAL☆彡（instrumental）」            | 織田あすか* | 藤間仁*（注釈以外） |
| 6.                                                             | 「せかいのっびのびトレジャー！（instrumental）」         | 織田あすか* | 藤間仁*（注釈以外） |

## ライブ・パフォーマンス
2019年8月31日に行われた「Animelo Summer Live 2019 -STORY-」の2日目において、弦巻こころ役の伊藤美来とミッシェル役の黒沢ともよの2人が、同ユニットのバックバンドを務めたRAISE A SUILEN（以下：RAS）とともに「せかいのっびのびトレジャー！」を演奏した。
また、RASは一部の単独ライブにて「ゴーカ！ごーかい!?ファントムシーフ！」を披露している。
ウェブマガジン「STAGE」のライター・佐々木雅晃は、同楽曲について「まるでおもちゃ箱をひっくり返したような楽しげで可愛らしい曲だが、実はリズムが複雑で難易度の高いナンバー。」とRASのライブ「Craziness」（2020年2月9日）のイベントレポートの中で指摘しており、バンドのイメージとは対照的な楽曲をそつなくこなす姿にさすがはRASだと思ったと述べている。